# Kamienica przy ulicy Karmelickiej 6 w Krakowie
Kamienica przy ulicy Karmelickiej 6 – zabytkowa kamienica znajdująca się w Krakowie, w dzielnicy I przy ulicy Karmelickiej, na Piasku.
Kamienica została wzniesiona w 1891 roku, według projektu architekta Aleksandra Biborskiego. W 1970 roku budynek został zaadaptowany na cele dyrekcji, położonego w bezpośrednim sąsiedztwie Teatru „Bagatela”.
26 listopada 1997 kamienica została wpisana do rejestru zabytków. Znajduje się także w gminnej ewidencji zabytków.